# Kingsbridge Road (linea IND Concourse)
Kingsbridge Road è una stazione della metropolitana di New York situata sulla linea IND Concourse. Nel 2019 è stata utilizzata da 2 485 283 passeggeri. È servita dalla linea D sempre e dalla linea B durante le ore di punta.

## Storia
La stazione di Kingsbridge Road fu costruita come parte della prima tratta della linea IND Concourse, entrata in servizio il 1º luglio 1933.

## Strutture e impianti

### Architettura
Nel piano binari entrambi i muri esterni posseggono una linea spessa di colore blu con un contorno di colore blu scuro. Proprio su questa linea sono presenti delle targhette nere con scritto in bianco a lettere maiuscole KINGSBRIDGE.
Sempre sul piano binari troviamo delle colonne blu, disposte ad intervalli regolari, e su di esse, in modo alternato, si trovano delle targhette nere con scritto in bianco il nome della stazione.

### Configurazione
La stazione possiede tre binari e due piattaforme ad isola.
Possiede inoltre un mezzanino sopra il piano binari e un altro sotto di esso. Ha due entrate, quella sul lato nord possiede due scale per la strada a altrettante per le piattaforme. L'entrata sul lato sud possiede invece due scale per la strada e tre per il mezzanino inferiore. Sono presenti anche due uscite supplementari, chiuse, sul lato sud di Kingsbridge Road.

## Interscambi
La stazione è servita da alcune autolinee gestite da MTA Bus e NYCT Bus.
- Fermata autobus